# مورتال کمبت: فتح
مورتال کامبت: فتح (به انگلیسی: Mortal Kombat: Conquest) یک سریال تلویزیونی ۲۲ قسمتی هنرهای رزمی آمریکایی است که بر اساس مجموعه بازی‌های مبارزه‌ای مورتال کامبت ساخته شده‌است و از سال ۱۹۹۸ تا ۱۹۹۹ به مدت یک فصل پخش می‌شد.
پیش از وقایع بازی اول، این سریال داستان کونگ لائو اصلی (پائولو مونتالبون) را روایت می‌کند، در حالی که او با کمک جنگجویانی به نام سیرو (دنیل برنهارت) و تاجا (کریستانا لوکن) از زمین محافظت می‌کند.